# Łukasz Wolsztyński
Łukasz Wolsztyński (ur. 8 grudnia 1994 w Knurowie) – polski piłkarz grający na pozycji napastnika w klubie Tatran Preszów.

## Życiorys
Jest wychowankiem Concordii Knurów i Górnika Zabrze. Do 2016 roku występował w rezerwach tego ostatniego. W 2015 roku został wypożyczony do Limanovii Limanowa, a rok później do Legionovii Legionowo. W Ekstraklasie zadebiutował 15 lipca 2017 w wygranym 3:1 meczu z Legią Warszawa. Grał w nim do 73. minuty, po czym został zmieniony przez Bartłomieja Olszewskiego.
Jest bratem bliźniakiem Rafała Wolsztyńskiego, również piłkarza.